# Scarus prasiognathos
Scarus prasiognathos es una especie de peces de la familia Scaridae en el orden de los Perciformes.

## Morfología
Los machos pueden llegar alcanzar los 70 cm de longitud total.

## Distribución geográfica
Se encuentra desde las Maldivas hasta Papúa Nueva Guinea, las islas Ryukyu, las Filipinas y República de Palau.